# Saison 1964-1965 du MC Saïda
Pour un article plus général, voir MC Saïda.
Chronologie
Saison précédente Saison suivante
La saison 1964-1965 du MC Saïda est la 3e saison du club en première division du championnat d'Algérie depuis l'indépendance de l'Algérie. Les matchs se déroulent dans le championnat d'Algérie et en Coupe d'Algérie.

## Compétitions

### Championnat

#### Rencontres
| Date                             | J           | Adversaire     | Lieu | Résultat | Buteurs pour l'MCS                 | Références |
| MATCHES ALLER                    |             |                |      |          |                                    |            |
| 13 septembre 1964                | 1re journée | USM Alger      | dom. | 2 - 2    | Sahraoui 22e, Boufeldja 61e        |            |
| 27 septembre 1964                | 2e journée  | ES Guelma      | ext. | 2 - 2    | .........                          |            |
| 4 octobre 1964                   | 3e journée  | USM Annaba     | dom. | 2 - 1    | said Amara 13e 25e                 |            |
| 18 octobre 1964                  | 4e journée  | ES Mostaganem  | ext. | 3 - 3    | sahraoui 10e, 46e, kebaili 36e     |            |
| 25 octobre 1964                  | 5e journée  | ASM Oran       | dom. | 2 - 1    | Sahraoui 6e, Kebaili 46e           |            |
| 8 novembre 1964                  | 6e journée  | ES Sétif       | ext. | 1 - 1    | ........                           |            |
| 15 novembre 1964                 | 7e journée  | CR Belcourt    | dom. | 2 - 1    | Sahraoui 45e, Tlemcani 85e         |            |
| 22 novembre 1964                 | 8e journée  | JSM Tiaret     | ext. | 1 - 1    | Tlemcani ?                         |            |
| 6 décembre 1964                  | 9e journée  | MC Alger       | dom. | 1 - 1    | Bouziane 82e                       |            |
| 20 décembre 1964                 | 10e journée | MSP Batna      | ext. | 2 - 3    | ..........                         |            |
| 14 février 1965 (match retard) * | 11e journée | MO Constantine | dom. | 2 - 2    | ..........                         |            |
| 17 janvier 1965                  | 12e journée | MC Oran        | ext. | 0 - 3    | -                                  |            |
| 24 janvier 1965                  | 13e journée | NA Hussein Dey | ext. | 1 - 2    | Said Amara 62e (pen.), Kebaili 10e |            |
| 31 janvier 1965                  | 14e journée | USM Sétif      | dom. | 1 - 1    | Kerroum 12e                        |            |
| 7 février 1965                   | 15e journée | USM Blida      | ext. | 1 - 1    | Kerroum 78e                        |            |
| MATCHS RETOUR                    |             |                |      |          |                                    |            |
| 21 février 1965                  | 16e journée | USM Alger      | ext. | 0 - 4    | -                                  |            |
| 28 février 1965                  | 17e journée | ES Guelma      | dom. | 2 - 3    | Kerroum 25e, Sahraoui 32e          |            |
| 7 mars 1965                      | 18e journée | USM Annaba     | ext. | 0 - 0    | -                                  |            |
| 21 mars 1965                     | 19e journée | ES Mostaganem  | dom. | 1 - 1    | Sahraoui 50e                       |            |
| 4 avril 1965                     | 20e journée | ASM Oran       | ext. | 0 - 1    | -                                  |            |
| 11 avril 1965                    | 21e journée | ES Sétif       | dom. | 1 - 0    | Kerroum 21                         |            |
| 18 avril 1965                    | 22e journée | CR Belcourt    | ext. | 0 - 3    | -                                  |            |
| 25 avril 1965                    | 23e journée | JSM Tiaret     | dom. | 2 - 0    | Sahraoui 52e, Hous 65e (csc)       |            |
| 16 mai 1965                      | 24e journée | MC Alger       | ext. | 2 - 1    | Tlemcani 47e, Boufeldja 68e        |            |
| 23 mai 1965                      | 25e journée | MSP Batna      | dom. | 1 - 1    | Moulay 88e                         |            |
| 30 mai 1965                      | 26e journée | MO Constantine | ext. | 0 -1     | -                                  |            |
| 6 juin 1965                      | 27e journée | MC Oran        | dom. | 2 - 2    | ............                       |            |
| 13 juin 1965                     | 28e journée | NA Hussein Dey | dom. | 0 - 1    | -                                  |            |
| 27 juin 1965                     | 29e journée | USM Sétif      | ext. | 1 - 3    | ............                       |            |
| 3 juillet 1965                   | 30e journée | USM Blida      | dom. | 4 - 1    | ...........                        |            |

### Journées 1 à 15

#### Classement final
Le classement est établi sur le barème de points suivant : une victoire vaut 3 points, un match nul 2 points et une défaite 1 point.
| Rang | Équipe         | Pts | J  | G  | N  | P  | Bp | Bc | Diff |
| ---- | -------------- | --- | -- | -- | -- | -- | -- | -- | ---- |
| 1    | CR Belcourt    | 72  | 30 | 19 | 4  | 7  | 66 | 24 | +42  |
| 2    | MSP Batna      | 69  | 30 | 16 | 7  | 7  | 37 | 21 | +16  |
| 3    | ES Guelma      | 65  | 30 | 13 | 9  | 8  | 40 | 42 | -2   |
| 4    | NA Hussein Dey | 64  | 30 | 13 | 8  | 9  | 38 | 32 | +6   |
| 5    | MC Oran        | 62  | 30 | 12 | 7  | 11 | 38 | 31 | +7   |
| 6    | ES Sétif       | 62  | 30 | 12 | 8  | 10 | 31 | 31 | 0    |
| 7    | ES Mostaganem  | 59  | 30 | 11 | 7  | 12 | 36 | 40 | -4   |
| 8    | MC Saïda C     | 59  | 30 | 8  | 13 | 9  | 40 | 46 | -6   |
| 9    | USM Sétif      | 58  | 30 | 10 | 9  | 10 | 29 | 34 | -5   |
| 10   | USM Blida -1   | 57  | 30 | 8  | 12 | 10 | 36 | 37 | -1   |
| 11   | ASM Oran       | 57  | 30 | 9  | 9  | 12 | 29 | 38 | -9   |
| 12   | USM Annaba T   | 56  | 30 | 11 | 4  | 15 | 42 | 53 | -11  |
| 13   | MO Constantine | 56  | 30 | 9  | 8  | 13 | 32 | 49 | -17  |
| 14   | MC Alger       | 54  | 30 | 8  | 8  | 14 | 31 | 36 | -5   |
| 15   | JSM Tiaret     | 54  | 30 | 6  | 12 | 12 | 31 | 38 | -7   |
| 16   | USM Alger      | 54  | 30 | 8  | 8  | 14 | 36 | 44 | -8   |

Résultat
- Champion d'Algérie 1964-1965

Relégation
- Relégation en Division d'Honneur 1965-1966

Abréviations
T : Tenant du titre

C : Vainqueur de la Coupe d'Algérie 1964-1965

### Coupe d'Algérie

#### Rencontres
| Date             | Tour                   | Adversaire    | Stade (ville)                   | Résultat                       | Buteurs pour l'MCS                                   |
| 28 novembre 1964 | 6e tour régional ouest | FR Mascara    | Stade de Meflah Aoued (Mascara) | 2 - 1                          | Amara 50e, Kebaili 52e                               |
| 13 décembre 1964 | 7e tour régional ouest | Nadjah AC     | Stade des frères Braci          | 4 - 0 a.p                      | Tlemcani 93e. Boufeldja 95e. Moulay 100e. Amara 110e |
| 3 janvier 1965   | Huitièmes de finale    | JBAC Annaba   | Stade Habib-Bouakeul            | 5 - 0                          | Sahraoui 63e 78e 83e, Tlemcani 28e Kebaili 58e       |
| 8 février 1965   | Quarts de finale       | MC Alger      | Victoire MC Saïda par pénalité  | Victoire MC Saïda par pénalité | Victoire MC Saïda par pénalité                       |
| 28 mars 1965     | Demi finales           | AS Khroub     | Stade Ben Abdelmalek            | 3 - 2                          | Fezza 45e, Kerroum 62e 87e                           |
| 9 mai 1965       | Finale                 | ES Mostaganem | Stade d'El Anasser              | 2 - 1                          | Hanifi 21e (csc), Boufelja 45e                       |